# Santuario de Nuestro Padre Jesús de Aquixtla
El santuario de Nuestro Padre Jesús se encuentra en la Sierra Norte de Puebla en el municipio de Aquixtla, pertenece a la Arquidiócesis de Tulancingo y es un sitio atrayente por miles de feligreses quienes durante el año peregrinan a agradecer a Nuestro Padre Jesús tantos favores recibidos. Es uno de los santuarios más importantes de Puebla y parte de los santuarios religiosos de México

## Santuario
Está formado por tres lugares sagrados
1. Capilla de Nuestro Padre Jesús
La capilla data de 1878, de estilo Español-Bizantino, erigida en exclusiva en honor de la imagen de "Nuestro Padre Jesús". Actualmente el atrio está rodeado por una barda con aparejo a soga de adobe con arcos continuos, en el cual el acceso es por dos puertas, en el hay una fuente en la parte central y el piso es de lajas. La fachada cuenta con dos torres simples a adosadas a tres niveles; la primera o torre principal tiene dos campanas y una leyenda que dice "Día 2 de enero de 1938", fecha en la que fue remodelada. La puerta tiene forma de arco de medio punto y jamba de cantera.
Hay dos columnas a cada lado seguidas de una cornisa que sostiene a otras dos columnas con basa toscana y fuste liso; en la parte superior de la puerta hay ventanas rectangulares seguidas por un arco que sostiene unas cruces. Dentro de la capilla está un coro que se encuentra en la parte de atrás de la capilla y al término de este, comienza el adorno que es igual en ambos lados: columnas adosadas a la pared y una amplia basa, fuste liso, capitel que sostiene a los arcos de medio cañón mismos que dan paso a la cúpula octagonal con una ventana en cada lado.
El púlpito se localiza en el lado izquierdo. Tras el altar se encuentra la imagen de Nuestro Padre Jesús, sobre una especie de pirámide, rodeado de cuatro columnas áticas revestidas de oro, con un techo en forma de arco trilobulado.
2. Parroquia de San Juan Evangelista
Fue fundada en el siglo XVIII. Tiene estilo Neoclásico. Fue erigida para la custodia de la imagen de Nuestro Padre Jesús aunque esta finalmente se mantuvo en su antigua capilla. Solamente el día 2 de enero con motivo de su fiesta la imagen es trasladada a la parroquia. Actualmente cuenta con un atrio de piso de laja rodeado de una barda de aparejo o soga con arcos continuos de medio punto; en la fachada cuenta con dos torres a tres niveles, una adosada a la fachada y la otra al portal de peregrinos; en la primera o torre principal se encuentra uno de los relojes fabricados en Zacatlán, donado por la fábrica "El Centenario" e inaugurado en 1924, y tres campanas.
La puerta hace uso de un arco de medio punto, jamba y umbral de cantera al igual que las dovelas; en la fachada se encuentran nichos, columnas con base, capitel y fuste de distinto adorno, una ventana con arco trilobulado y un alféizar de cantera enmarcada por dos pequeñas columnas estriadas; sobre ella está una cornisa que sostiene cuatro ollas típicas de la región limitando su espacio un arco adintelado el cual sostiene una cruz.
La iglesia cuenta con pronao y una sola nave que dirige al altar; no hay retablo bien definido puesto que la "estatua de Dios" se encuentra sobre una pirámide y rodeada por cuatro columnas áticas y con techo sobre la base de la forma que proporciona un arco rebajado. Sobre la base de la "estatua de Dios", al lado derecho se encuentra la sacristía que da paso a la casa conventual; más adelante hay pilastras sencillas que dividen a los altares con distintas estatuas de Jesús, vírgenes y otros santos; estos son enmarcados por dos columnas áticas, arriba arcos acortados o apuntalados y en medio de estos hay una concha; al terminar los altares hay un arco que sostiene al coro.
3. Calvario de Nuestro Padre Jesús
El "Calvario de Padre Jesús", es uno de los más visitados por los fieles, se encuentra de lado poniente de Aquixtla, en la entrada se encuentra un arco que dice "El Calvario" de ahí inicia una escalinata de más de 800 escalones, conforme se va subiendo a la cima, se van encontrando las 14 Estaciones del Viacrucis bellamente elaboradas en piedra y cantera. ya en el culmen se encuentra en la imagen de Nuestro Padre Jesús "Cristo Rey" cono los brazos abiertos quien se cree desde ahí custodia al municipio de Aquixtla

## Historia
El 2 de enero del 2016 fue declarado Santuario Nacional por el Nuncio Apostólico Christophe Pierre